# Parkhotel Schlangenbad

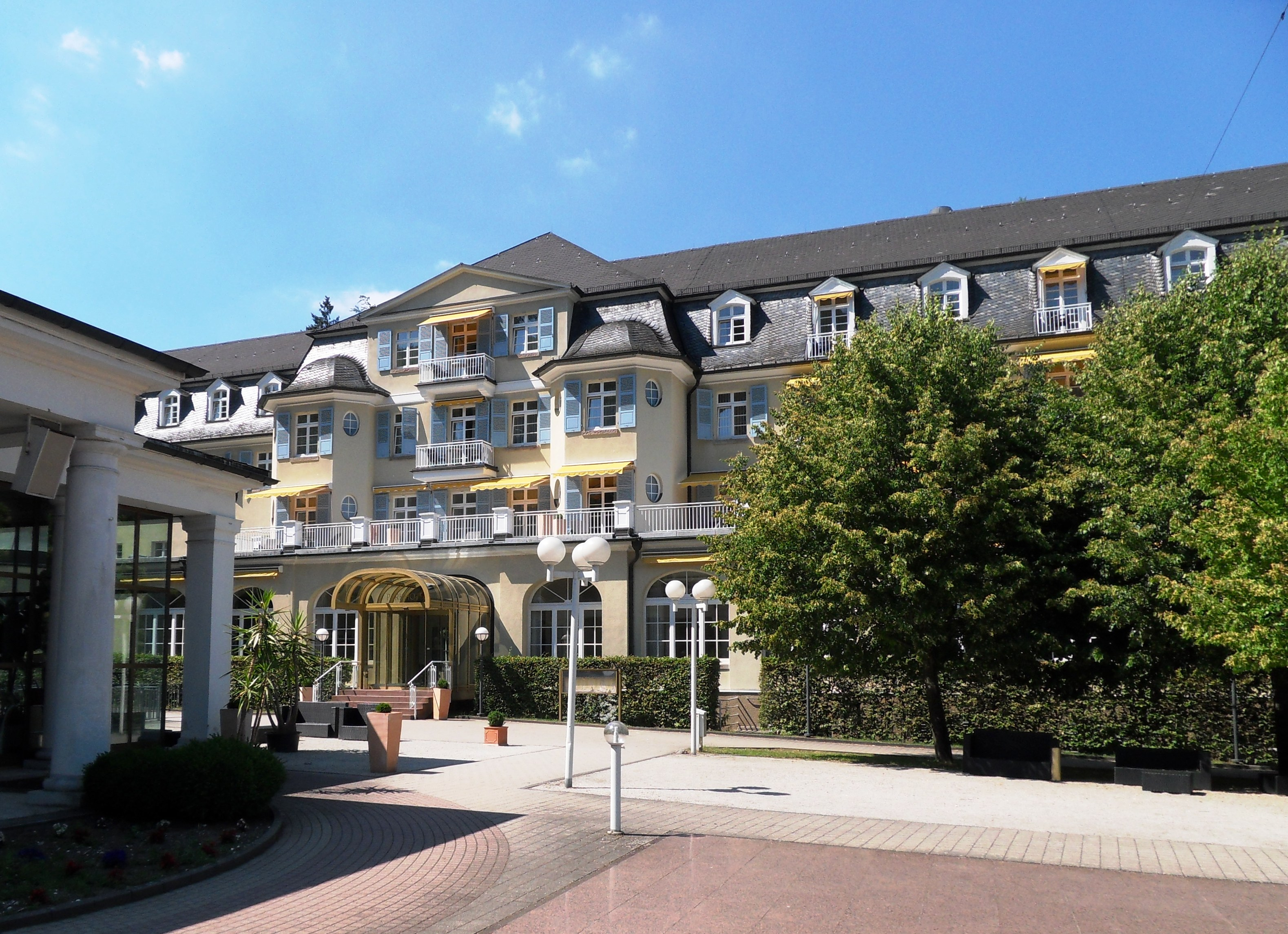
Parkhotel Schlangenbad

Das Parkhotel Schlangenbad in der Rheingauer Straße 47 in Schlangenbad ist ein Hotel aus dem Jahr 1912 und das dominierende Bauwerk Schlangenbads. Fassade und Innenräume stehen unter Denkmalschutz.

## Geschichte
Von 1694 bis zum Anfang des 20. Jahrhunderts befand sich am Standort des Parkhotels Schlangenbad das erste Schlangenbader Kurhaus. Dieses wurde 1912 zusammen mit dem gegenüberliegenden Nassauer Hof und dem Gesellschaftshaus abgerissen und durch einen Neubau ersetzt. Die Pläne für dieses Hotel mit Kurkolonnade und Kurgarten hatte Eugen Rückgauer entworfen; sie wurden durch das Bauunternehmen Philipp Holzmann ausgeführt. Der Bau wurde in den Jahren 1987 bis 1989 saniert.
Das Haus befand sich fast hundert Jahre lang in öffentlichem Besitz. In der Gründungsphase der Bundesrepublik Deutschland wurde es häufig für Treffen von Regierungsvertretern genutzt, wobei ihm die Nähe Schlangenbads zu Wiesbaden, Mainz und Frankfurt zugutekam. Im Juni 1949 verabschiedeten die Ministerpräsidenten der drei westlichen Besatzungszonen im Parkhotel das erste Wahlgesetz für den Bundestag.
Um die Jahrtausendwende setzte eine Phase ein, in der aufgrund der Umgestaltungen im Gesundheitswesen jährlich starke Verluste verkraftet werden mussten. 2004 wurde daraufhin das Staatsbad kommunalisiert, 2005 das Rheumazentrum privatisiert und im Frühjahr 2007 wurde das Parkhotel zum Kauf angeboten. Das höchste Gebot gab mit 1.550.000 € eine Firmengruppe ab, die auch das örtliche Thermal- oder Freibad übernehmen wollte.
Seit Oktober 2016 wird das Gebäude unter dem Namen „Parkklinik Schlangenbad“ als private Akutklinik für psychische und psychosomatische Erkrankungen genutzt.